# ダーク・フロー
ダーク・フロー (英: Dark flow) は、宇宙物理学の用語であり、2008年に実施されたある研究で発見されたと主張されている、多数の銀河団の特有速度に共通する大規模な速度の場（純粋なバイアス値）に対して与えられた名称である。特有速度は、宇宙マイクロ波背景放射 (cosmic microwave background radiation ; CMB) を基準とした場合に、ハッブルの法則から予測される銀河団の運動と、実際に観測される運動の偏差である（ただし、銀河団は遠方すぎて角度方向の運動は観測不能であり、観測可能な運動はドップラーシフトから観測可能な視線方向の運動のみである。また、通常これらの偏差の原因は説明不能であり、それゆえ「ダーク」と表現される）。
なお、2013年3月に公表されたプランク衛星の中間成果報告における特有速度に関する最新の測定データは、ダーク・フローの存在を支持するいかなる証拠も示していない。

## 主張の発端
標準的な宇宙論のモデルに従えば、宇宙マイクロ波背景放射を基準とした銀河団の運動速度は、全ての方向にランダムに分布しなければならない。ところが、WMAP (Wilkinson Microwave Anisotropy Probe)の3年間の観測データの、キネティック・スニヤエフ・ゼルドビッチ効果(kinematic Sunyaev-Zel'dovich effect)を用いた解析により、アメリカ航空宇宙局(NASA)ゴダード宇宙飛行センター(GSFC)のAlexander Kashlinsky を中心とする、F. Atrio-Barandela、D. Kocevski及び H. Ebeling らの天文学者のグループはケンタウルス座とほ座の中間に位置する、差し渡し20°ほどの領域に向かって、「驚くほど均一な」("surprisingly coherent") 600–1000 km/s の銀河団の共通の運動 (フロー) が存在する証拠を発見したと発表した  。
Kashlinsky らは、この運動は、宇宙のインフレーションに先立つ、もはや観測不能となっている宇宙の領域の、影響の名残ではないかと示唆している。いかなる望遠鏡も、ビッグバン後、約38万年（宇宙の晴れ上がりにより宇宙が透明になった時期）より早い出来事を観測することができない。これは、約460億光年彼方にある宇宙光の地平面に対応する。この説では、銀河団の正味の運動を引き起こした原因は、この距離の外側に存在する。それはある意味では、我々の観測可能な宇宙の外側に存在するのであるが、しかし、同時に、我々の過去光円錐の中にも存在している。
Kashlinsky はこれらの計測結果は宇宙の定常的な流れが、決して統計的な見せ掛けの偶然ではないことを示していると主張し、「 現時点では、これが何なのか理解できるほど十分な情報を持っていない。我々が確信を持って言えるのは、この世界から極めて遠いどこかは、我々が局所的に理解している場所とは、極めて異なっているということだけである。それが別の宇宙であるか、あるいは時空の別の構造であるかは、まだ知ることができない。」と述べている。
この結論は、2008年10月20日に、アストロフィジカルジャーナル (Astrophysical Journal Letters) 誌上に発表され、オンラインで閲覧可能である 。
その後、著者たちは彼らの分析を、追加の銀河団と、その後リリースされたWMAPの5年間のデータに広げている。

## 位置

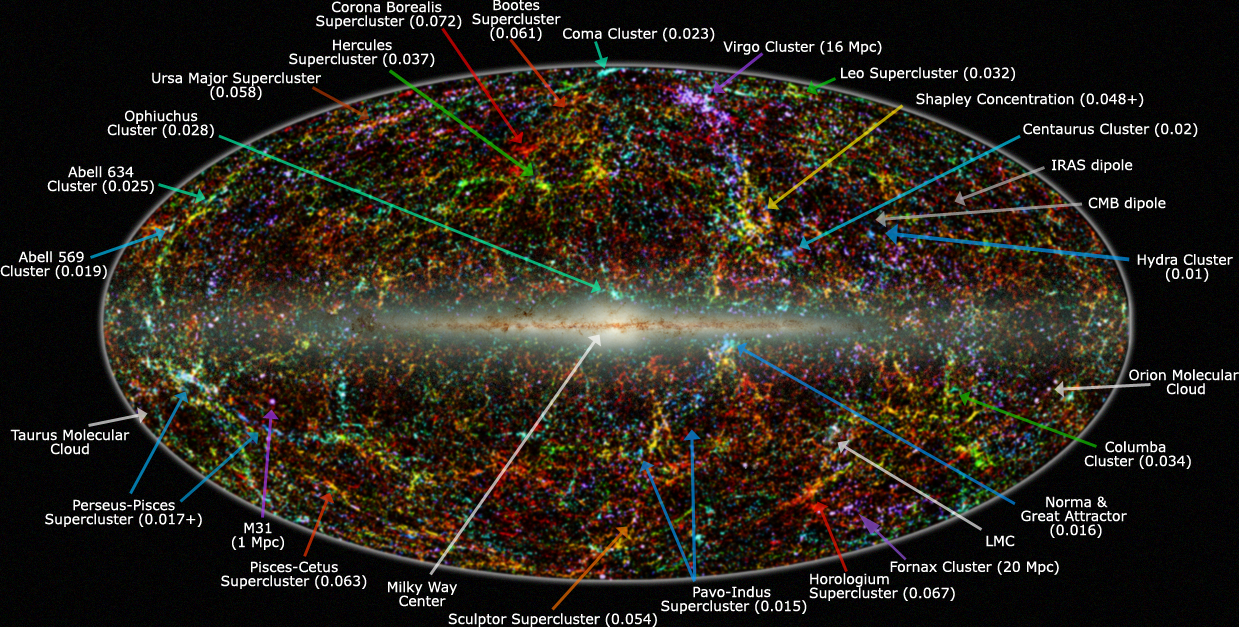
近赤外線による銀河系外天体の総パノラマ図。2MASSで得られたデータに基づいて作成された。銀河円盤の近く、じょう座銀河団とグレート・アトラクターが右下の Norma & Great Attractor の表記から青色の長い矢印で示されている。

ダーク・フローは、ケンタウルス座とほ座の方向に向かって流れていると解析されている 。これは元々は1973年に重力的なミステリーとして見出されたグレート・アトラクターの方向とも呼応している。もっとも従来は、グレート・アトラクターの引力の原因は、じょうぎ座銀河団(Norma cluster) と呼ばれる 1.5から2億光年彼方にある大質量の銀河団によるものと考えられていた。今回の結論は、引力の原因はさらに遠くに位置し、グレート・アトラクター自身もその方向に向かって運動しているということを、表しているのかも知れない。
Kashlinsky は 2010年3月からの研究において、WMAP の3年間の成果を用いて成された彼の 2008年からの研究を、WMAP の5年間の成果を用いて拡張し、観測された銀河団の数を 700 から倍増させている。また研究チームは銀河団カタログを、距離範囲に応じて4つの「スライス」に分類し、各スライス内での銀河団の流れの方向を検証している。この方向の(空間的な)サイズと正確な位置は、いくつかのバリエーションを示してはいるが、各スライス間の全体的な傾向は顕著な一致を示している  。
研究チームは現在までに25億光年までの現象をカタログ化しており、さらに現在の距離より2倍遠くまでカタログを拡張したいと考えている。

## 批判
宇宙物理学者 Edward L. Wright は、彼らの方法には瑕疵があると批判するオンライン・レスポンスを投稿している。ダーク・フロー研究の主導者たちは、これに対する回答のステートメントを寄せ、Wright の5つの論点の内の3つに論駁し、他の2つはそれぞれ誤植に関することと、技術的な些細な事項に関することであり、測定結果とそれに対する彼らの解釈にはいかなる影響も与えないとしている。
さらに最近の Ryan Keisler による統計的な研究 は、Kashlinsky らは、原初の CMB の異方性 の重要性を不当に低く評価しているとして、ダーク・フローを現実の物理的現象と断定することに疑義を表明している。
また前述のように、欧州宇宙機関(ESA)のプランク衛星によるCMBについてのさらに精密な測定データは、ダーク・フローの存在を支持するいかなる証拠も示していない。